# Château de Calas
Le château de Calas est un château situé à Calas, village dépendant de la commune de Cabriès, dans département des Bouches-du-Rhône, et la région Provence-Alpes-Côte d'Azur.

## Histoire
C'était autrefois une bergerie dont il reste une salle voûtée au rez-de-chaussée. Il a été ensuite transformé en pavillon de chasse, pour prendre sa forme actuelle au XVIIIe siècle et être agrandi au XIXe siècle par ses propriétaires de l'époque, notamment Louis Balthazar Dauphin et sa descendante Louise Garavaque, qui mena de front les grands travaux de construction de l'Église Notre-Dame-de-l'Assomption de Calas et de l'école du hameau. Il a été rénové et transformé ensuite par la famille de Villeneuve-Esclapon, les actuels propriétaires. La toiture des tours rondes était notamment faite en ardoises, et était relativement haute et pointue avant de prendre sa forme actuelle, en tuiles.

## Usage
Il accueille aujourd’hui des manifestations, dont le festival de voitures anciennes le Printemps au Château, des mariages et des événements culturels.

## Architecture
Château médiéval avec tours et murs crénelés.